# Mandapeta
Mandapeta é uma cidade e um município no distrito de East Godavari, no estado indiano de Andhra Pradesh.

## Geografia
Mandapeta está localizada a 16° 52′ N, 81° 56′ L. Tem uma altitude média de 16 metros (52 pés).

## Demografia
Segundo o censo de 2001, Mandapeta tinha uma população de 47 115 habitantes. Os indivíduos do sexo masculino constituem 50% da população e os do sexo feminino 50%. Mandapeta tem uma taxa de literacia de 62%, superior à média nacional de 59,5%: a literacia no sexo masculino é de 65% e no sexo feminino é de 59%. Em Mandapeta, 11% da população está abaixo dos 6 anos de idade.